# Do-Can
Do-Can è il quarto album della cantante giapponese Masami Okui uscito il 23 settembre 1998 dalla Starchild. L'album ha raggiunto la dodicesima posizione della classifica degli album più venduti in Giappone, vendendo 42 870 copie.

## Tracce
1. Makoon ~1999~ (Instrumental)
2. AKA (L.A. version) (朱 -AKA-)
3. Kiss in the dark
4. BIG-3
5. Taiyou no Hana (isamix) (太陽の花)
6. Shiawasette... (幸せって...)
7. Eve
8. CLIMAX
9. Birth (takemix)
10. Vitamin ~Souda, Zettai.~ (ビタミン ～ぜったい、そうだ。～)
11. Koishimasho Nebarimasho (daitamix) (恋しましょ ねばりましょ)
12. Dareka ga Dareka wo (誰かが 誰かを)